# Église Saint-Pierre-aux-Liens de Moissat-Bas
L'église Saint-Pierre-aux-Liens est une église catholique située à Moissat, en Auvergne, en France.

## Localisation
L'église paroissiale est située dans le village de Moissat-Bas (commune de Moissat).

## Historique
L'édifice du XIe-XIIe siècle est classé au titre des monuments historiques depuis mars 1983. Des peintures murales ont été mises au jour à l'intérieur de l'église en 1980 par Yves Morvan puis restaurées en 1985.

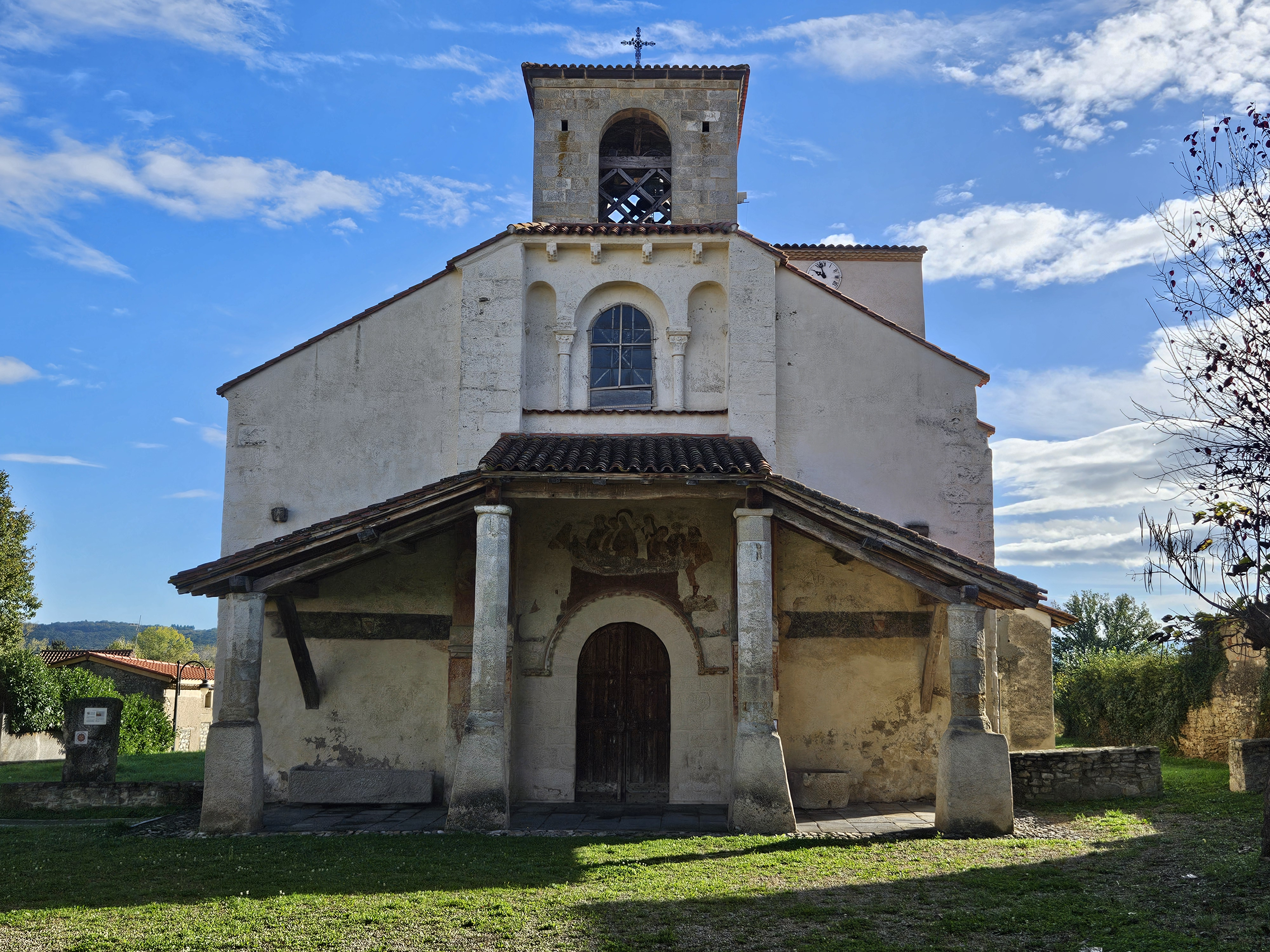
Façade de l'église Saint-Pierre-aux-Liens, Moissat-Bas
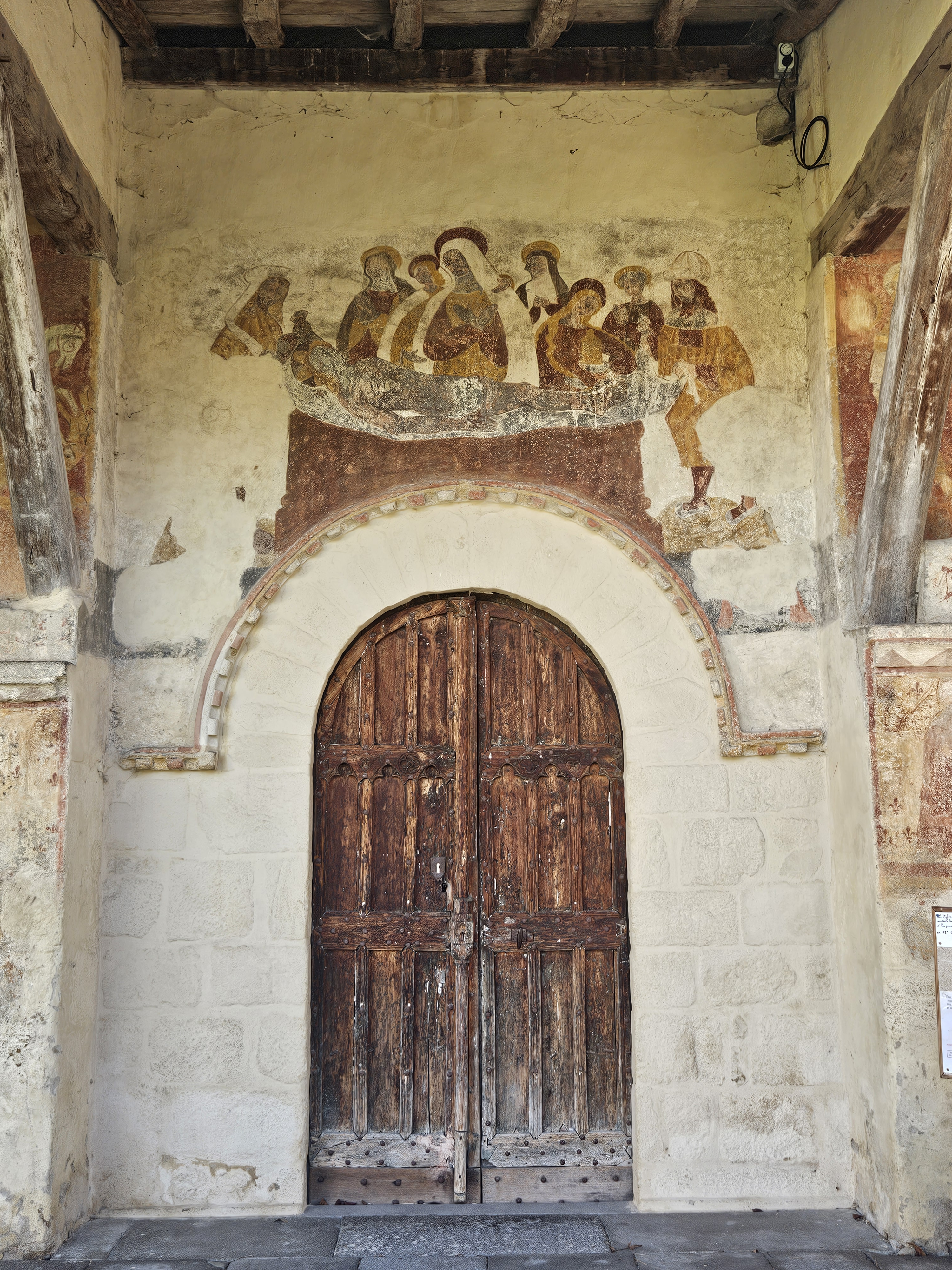
Porte de l'église de la Nativité-de-Saint-Jean-Baptiste, Moissat-Haut